# Оскар Герварц
Оскар Герварц (нім. Oskar Herwartz; 1 січня 1915, Гільдесгайм — 2 вересня 2002, Меккенгайм) — німецький офіцер-підводник, капітан-лейтенант крігсмаріне.

## Біографія
5 квітня 1935 року вступив на флот. Пізніше був відряджений в морську авіацію. В березні-серпні 1942 року пройшов курс підводника. З серпня 1942 року — 1-й вахтовий офіцер на підводному човні U-67. В січні-лютому 1943 року пройшов курс підводника. З 24 березня 1943 року — командир U-843, на якому здійснив 3 походи (разом 291 день в морі). 9 квітня 1944 року потопив британський торговий пароплав Nebraska водотоннажністю 8261 тонну, навантажений баластом; 2 з 68 членів екіпажу загинули. 9 квітня 1945 року U-843 був потоплений в Каттегаті західніше Гетеборга (57°32′ пн. ш. 11°23′ сх. д.) ракетами британського бомбардувальника «Москіто». 44 члени екіпажу загинули, 12 (включаючи Герварца) були врятовані.

## Звання
- Кандидат в офіцери (5 квітня 1935)
- Морський кадет (25 вересня 1935)
- Фенріх-цур-зее (1 квітня 1936)
- Оберфенріх-цур-зее (1 січня 1938)
- Лейтенант-цур-зее (1 квітня 1938)
- Оберлейтенант-цур-зее (1 жовтня 1939)
- Капітан-лейтенант (1 грудня 1942)

## Нагороди
- Медаль «За вислугу років у Вермахті» 4-го класу (4 роки)
- Залізний хрест 2-го і 1-го класу
- Нагрудний знак підводника